# Валя-Сяке (Муреш)
Валя-Сяке (рум. Valea Seacă) — село у повіті Муреш в Румунії. Входить до складу комуни Ричу.
Село розташоване на відстані 288 км на північний захід від Бухареста, 25 км на північний захід від Тиргу-Муреша, 61 км на схід від Клуж-Напоки.

## Населення
За даними перепису населення 2002 року у селі проживала 21 особа, усі — румуни. Усі жителі села рідною мовою назвали румунську.